# Thomas Allofs
Thomas Allofs (ur. 17 listopada 1959 w Düsseldorfie) – niemiecki piłkarz, występował na pozycji napastnika.

## Kariera klubowa
Allofs szkolił się w zespole TuS Gerresheim. Zawodową karierę rozpoczął w 1978 w Fortunie Düsseldorf, grającej na poziomie Bundesligi. W tych rozgrywkach zadebiutował 12 sierpnia 1978 w wygranym 3:1 meczu z Werderem Brema. 21 kwietnia 1979 w wygranym 2:1 pojedynku z MSV Duisburg strzelił pierwszego gola w Bundeslidze. W tym samym roku dotarł z klubem do finału Pucharu Zdobywców Pucharów, jednak Fortuna uległa tam Barcelonie. W 1979 Allofs zdobył z zespołem również Puchar RFN. Rok później ponownie sięgnął z Fortuną po to trofeum. Przez 4 lata gry dla Fortuny zagrał w 113 spotkaniach, w których strzelił 34 bramki. 
W 1982 odszedł do 1. FC Kaiserslautern. Pierwszy ligowy mecz zaliczył tam 20 sierpnia 1982 przeciwko Hercie Berlin (2:2). W tamtym spotkaniu zdobył także bramkę. W 1985 Allofs zajął 3. miejsce w klasyfikacji strzelców Bundesligi. Dla tej drużyny zagrał łącznie w 126 spotkaniach, w których strzelił 61 bramek. 
Od 1986 występował w 1. FC Köln. W 1988 zajął z nią 3. miejsce w Bundeslidze, a w 1989 wywalczył z zespołem wicemistrzostwo RFN. W tym samym roku wraz z Rolandem Wohlfarthem został królem strzelców Bundesligi z 17 bramkami na koncie. Po tym sukcesie odszedł do francuskiego RC Strasbourg, jednak już w lutym 1990 ponownie trafił do Fortuny Düsseldorf. W drużynie tej zagrał w 69 spotkaniach, w których strzelił 23 bramki. Karierę piłkarską zakończył w 1992.
| Sezon   | Klub                 | Kraj    | Rozgrywki  | Mecze | Bramki |
| ------- | -------------------- | ------- | ---------- | ----- | ------ |
| 1978/79 | Fortuna Düsseldorf   | RFN     | Bundesliga | 17    | 5      |
| 1979/80 | Fortuna Düsseldorf   | RFN     | Bundesliga | 30    | 10     |
| 1980/81 | Fortuna Düsseldorf   | RFN     | Bundesliga | 33    | 6      |
| 1981/82 | Fortuna Düsseldorf   | RFN     | Bundesliga | 33    | 13     |
| 1982/83 | 1. FC Kaiserslautern | RFN     | Bundesliga | 30    | 11     |
| 1983/84 | 1. FC Kaiserslautern | RFN     | Bundesliga | 34    | 15     |
| 1984/85 | 1. FC Kaiserslautern | RFN     | Bundesliga | 31    | 19     |
| 1985/86 | 1. FC Kaiserslautern | RFN     | Bundesliga | 31    | 16     |
| 1986/87 | 1. FC Köln           | RFN     | Bundesliga | 16    | 7      |
| 1987/88 | 1. FC Köln           | RFN     | Bundesliga | 21    | 6      |
| 1988/89 | 1. FC Köln           | RFN     | Bundesliga | 33    | 17     |
| 1989/90 | RC Strasbourg        | Francja | Division 2 | 11    | 2      |
| 1989/90 | Fortuna Düsseldorf   | RFN     | Bundesliga | 9     | 2      |
| 1990/91 | Fortuna Düsseldorf   | RFN     | Bundesliga | 32    | 15     |
| 1991/92 | Fortuna Düsseldorf   | RFN     | Bundesliga | 28    | 6      |

## Kariera reprezentacyjna
W latach 1979–1982 Allofs rozegrał 17 spotkań i zdobył 2 bramki w reprezentacji RFN U-21. W 1982 został powołany do seniorskiej kadry RFN na Mistrzostwa Świata. Podczas turnieju nie zagrał w żadnym ze spotkań, a reprezentacja RFN zakończyła turniej na 2. miejscu, po porażce w meczu finałowym z Włochami.
Po raz pierwszy w reprezentacji RFN zagrał 16 października 1985 w przegranym 0:1 meczu eliminacji Mistrzostw Świata 1986 z Portugalią. Po raz drugi i jednocześnie ostatni zagrał dla RFN 21 września 1988 w wygranym 1:0 meczu przeciwko Związkowi Radzieckiemu.
| Mecze i gole w reprezentacji | Mecze i gole w reprezentacji | Mecze i gole w reprezentacji | Mecze i gole w reprezentacji | Mecze i gole w reprezentacji | Mecze i gole w reprezentacji | Mecze i gole w reprezentacji |
| #                            | Data                         | Miasto                       | Przeciwnik                   | Gol                          | Wynik                        | Rozgrywki                    |
| ---------------------------- | ---------------------------- | ---------------------------- | ---------------------------- | ---------------------------- | ---------------------------- | ---------------------------- |
| 1.                           | 16.10.1985                   | Stuttgart                    | Portugalia                   |                              | 0:1                          | El. MŚ 1986                  |
| 2.                           | 21.09.1988                   | Düsseldorf                   | ZSRR                         |                              | 1:0                          | towarzyski                   |

## Sukcesy

### Reprezentacyjne
- Mistrzostwa Świata w Piłce Nożnej 1982: 2. miejsce

### Klubowe
Fortuna Düsseldorf
- Puchar Niemiec (2): 1978/79, 1979/80
- Finał Pucharu Zdobywców Pucharów (1): 1978/79

1.FC Köln
- Król strzelców Bundesligi (1): 1988/89 (17 bramek) (ex-aequo z Rolandem Wohlfarthem)

## Życie prywatne
Jest młodszym bratem Klausa Allofsa, dwukrotnego króla strzelców Bundesligi, mistrza Europy z 1980.